# ستيف باكلي (لاعب كرة قدم)
ستيف باكلي (بالإنجليزية: Steve Buckley)‏ هو لاعب كرة قدم أمريكي في مركز الدفاع، ولد في 12 مايو 1950 في كوينسي في الولايات المتحدة. لعب مع سانت لويس ستارز.